# Differenzialgenus
Ein Differenzialgenus liegt vor, wenn in einer Sprache derselbe Wortstamm, also ohne weiteres Affix, in zwei oder mehr Genera flektiert werden kann. Es ist der Spezialfall der Stammflexion für genusbehaftete Wortarten.
Viele romanische Sprachen können belebte Substantive im Maskulinum und im Femininum flektieren, bspw. spanisch amig+a ‚Freundin‘ und amig+o ‚Freund‘, um männliche und weibliche Individuen zu bezeichnen, während der gemeinsame Plural meist maskulin-identisch ist.

## Situation im Deutschen
Im Deutschen wird bei Substantiven das meist maskuline Grundwort hingegen moviert, z. B. Freund+in, dafür flektieren Adjektive, Artikel und Pronomen in allen drei Genera, wobei sie zum Teil formidentisch sind.
| Kasus         | Kasus         | Artikel | Artikel | Artikel | Artikel | Artikel | Artikel | Artikel | Artikel | Adjektive                                                                       | Adjektive                                                                       | Adjektive                                                                       | Adjektive                                                                       | Adjektive                | Adjektive                | Adjektive              | Adjektive                 |
| Kasus         | Kasus         | unbestimmter Artikel | unbestimmter Artikel | unbestimmter Artikel | unbestimmter Artikel | bestimmter Artikel | bestimmter Artikel | bestimmter Artikel | bestimmter Artikel | starke Flexion                                                                  | starke Flexion                                                                  | starke Flexion                                                                  | starke Flexion                                                                  | schwache Flexion         | schwache Flexion         | schwache Flexion       | schwache Flexion          |
| Kasus         | Kasus         | M | N | F | Pl | M | N | F | Pl | M                                                                               | N                                                                               | F                                                                               | Pl                                                                              | M                        | N                        | F                      | Pl                        |
| ------------- | ------------- | --- | --- | --- | --- | --- | --- | --- | --- | ------------------------------------------------------------------------------- | ------------------------------------------------------------------------------- | ------------------------------------------------------------------------------- | ------------------------------------------------------------------------------- | ------------------------ | ------------------------ | ---------------------- | ------------------------- |
| Direkte Kasus | Nom           | ein Rock | ein Kleid | eine Hose | Röcke/ Kleider/ Hosen | der Rock | das Kleid | die Hose | die Röcke/ Kleider/ Hosen                                                                                                 | heißer Kaffee                                                                   | heißes Wasser                                                                   | heiße Milch                                                                     | heiße Getränke                                                                  | der heiße Kaffee         | das heiße Wasser         | die heiße Milch        | der heißen Getränke       |
| Direkte Kasus | Akk           | für einen Rock | für ein Kleid | für eine Hose | für Röcke/ Kleider/ Hosen                                                                                                  | für den Rock | für das Kleid | für die Hose | für die Röcke/ Kleider/ Hosen                                                                                             | für heißen Kaffee                                                               | für heißes Wasser                                                               | für heiße Milch                                                                 | für heiße Getränke                                                              | für den heißen Kaffee    | für das heiße Wasser     | für die heiße Milch    | für die heißen Getränke   |
| Oblique Kasus | Dat           | mit einem Rock(e) | mit einem Kleid(e) | mit einer Hose | mit Röcken/ Kleidern/ Hosen                                                                                                | mit dem Rock(e) | mit dem Kleid(e) | mit der Hose | mit den Röcken/ Kleidern/ Hosen                                                                                           | mit heißem Kaffee                                                               | mit heißem Wasser                                                               | mit heißer Milch                                                                | mit heißen Getränken                                                            | mit dem heißen Kaffee    | mit dem heißen Wasser    | mit der heißen Milch   | mit den heißen Getränken  |
| Oblique Kasus | Gen           | wegen eines Rock(e)s | wegen eines Kleid(e)s | wegen einer Hose | wegen Röcken/ Kleidern/ Hosen                                                                                              | wegen des Rock(e)s | wegen des Kleid(e)s | wegen der Hose | wegen der Röcke/ Kleider/ Hosen                                                                                           | wegen heißen Kaffees                                                            | wegen heißen Wassers                                                            | wegen heißer Milch                                                              | wegen heißer Getränke                                                           | wegen des heißen Kaffees | wegen des heißen Wassers | wegen der heißen Milch | wegen den heißen Getränke |
| entsprechend: | entsprechend: | Possessivpronomen (mein, dein, sein, ihr, …), Indefinitpronomen (kein [Plural möglich, dort starke adjektivische Flexion]) | Possessivpronomen (mein, dein, sein, ihr, …), Indefinitpronomen (kein [Plural möglich, dort starke adjektivische Flexion]) | Possessivpronomen (mein, dein, sein, ihr, …), Indefinitpronomen (kein [Plural möglich, dort starke adjektivische Flexion]) | Possessivpronomen (mein, dein, sein, ihr, …), Indefinitpronomen (kein [Plural möglich, dort starke adjektivische Flexion]) | Demonstrativpronomen (dieser, jener), Relativ, Interrogativpronomen (welcher [auch starke adjektivische Flexion möglich]) | Demonstrativpronomen (dieser, jener), Relativ, Interrogativpronomen (welcher [auch starke adjektivische Flexion möglich]) | Demonstrativpronomen (dieser, jener), Relativ, Interrogativpronomen (welcher [auch starke adjektivische Flexion möglich]) | Demonstrativpronomen (dieser, jener), Relativ, Interrogativpronomen (welcher [auch starke adjektivische Flexion möglich]) | Demonstrativpronomen (solcher), Indefinitpronomen (mancher, vieler, sämtlicher) | Demonstrativpronomen (solcher), Indefinitpronomen (mancher, vieler, sämtlicher) | Demonstrativpronomen (solcher), Indefinitpronomen (mancher, vieler, sämtlicher) | Demonstrativpronomen (solcher), Indefinitpronomen (mancher, vieler, sämtlicher) |                          |                          |                        |                           |

## Feministische Sprachkritik
Die Feministische Linguistik kritisiert das Fehlen eines nominalen Differenzialgenus im Deutschen als sprachsystematische Diskriminierung von Frauen. Die geschlechtergerechte Sprache bevorzugt daher zur Gleichbehandlung der Geschlechter die Neutralisierung des Geschlechtlichen, beispielsweise durch die Verwendung substantivierter Partizipien oder Adjektive – diese sind im Plural immer geschlechtsabstrahierend (der/die Studierende statt der Student/die Studentin; die Abgeordneten); nur im unbestimmten Singular zeigt sich die Maskulinform (ein Studierender, ein Abgeordneter).